# 維斯托瓦
49°1′22″N 24°28′47″E / 49.02278°N 24.47972°E
維斯托瓦（烏克蘭語：Вістова），是烏克蘭的村落，位於該國西部伊萬諾-弗蘭科夫斯克州，由卡盧什區負責管轄，始建於1460年，面積13.05平方公里，2001年該村落人口1,220。